# Coffi Codjia
Bonaventoure Coffi Codjia (Cotonú, Benín, 9 de diciembre de 1967) es un exárbitro de fútbol de Benín. Fue árbitro Internacional desde 1994 hasta el 2011, y considerado uno de los mejores árbitros de África, se da la circunstancia de que su padre también fue árbitro internacional.

## Historial
Codjia participó como árbitro en la Copa Mundial Corea del Sur y Japón 2002,en el que dirigió un solo partido, el Costa Rica vs Turquía, que concluyó 1-1, con goles de Emre Belözoğlu a los 56' y Winston Parks a los 86', teniendo una discreta actuación.
También fue uno de los 21 árbitros que participaron en la Copa Mundial Alemania 2006, donde participó en 2 partidos, el Ecuador vs Costa Rica, que terminó 3-0 a favor de los ecuatorianos, y el Arabia Saudita vs España donde ganaron los españoles 1-0, con gol de Juanito.
También pitó en la Copa Confederaciones de 1999, celebrada en México (en la que México salió campeón de esa edición de Copa Confederaciones, derrotando a Brasil 4-3), donde pitó 1 partido, el Alemania vs Nueva Zelanda donde ganaron 2-0 los alemanes.
Repitió participación en la Copa Confederaciones de 2003, donde pitó el partido inaugural de la competición (Nueva Zelanda - Japón, donde los japoneses ganaron al cuadro neozelandés 3-0, con dos goles de Shunsuke Nakamura en los minutos 12' y 75' y un gol de Hidetoshi Nakata en el 65'.
Ha dirigido partidos de la Copa Africana de Naciones, donde pitó las ediciones de 2000, 2002, 2004, 2006 y 2008, donde pitó la final entre Egipto y Camerún, con victoria de los egipcios por 1-0, con gol de Mohamed Aboutrika en el minuto 77.